# Sully-la-Chapelle
Sully-la-Chapelle é uma comuna francesa na região administrativa do Centro, no departamento Loiret. Estende-se por uma área de 26,36 km². Em 2010 a comuna tinha 449 habitantes (densidade: 17 hab./km²).